# Mike Reiss
Mike Reiss, född 15 september 1959 i Bristol, Connecticut, är en amerikansk manusförfattare. 
Reiss studerade på Harvard University  och var VD på Harvard Lampoon tillsammans med Jon Vitti. Tillsammans med skrivarkollegan Al Jean har han skrivit material åt The Tonight Show, och som manusförfattare/producent på The Simpsons. Duon har även skapat och lett produktionen av The Critic och Teen Angel (som lades ner efter bara en säsong).
Som oberoende producent skapade Reiss Queer Duck, en tecknad serie speciellt gjord för internetsidan Icebox.com. 2002 köptes den upp av Showtime, och började sändas som ett extrainslag i Queer as Folk. Queer Duck: the Movie släpptes på DVD den 18 juli 2006. I denna spelfilm återförenas medarbetarna från Queer Duck. Som utbildad föreläsare har Reiss föreläst om komedi och The Simpsons på olika college.
Han har publicerat sex barnböcker, bland annat How Murray Saved Christmas. Han har även vunnit en Edgar Award för spökhistorien "Cro-Magnon PI". Han var rådgivande producent för The Oblongs, den här gången utan Al Jean.

## Produktion

### The Simpsonsavsnitt
Följande är en lista av de The Simpsonsavsnitt Reiss har skrivit (tillsammans med Al Jean):
- "There's No Disgrace Like Home"
- "Moaning Lisa"
- "The Telltale Head" - med Matt Groening och Sam Simon
- "The Way We Was" - med Sam Simon
- "Stark Raving Dad"
- "Treehouse of Horror II" – medarbetare
- "Lisa's Pony"
- "Treehouse of Horror III" - "Clown Without Pity"
- "'Round Springfield" – story/tv-drama av Joshua Sternin och Jeffrey Ventimillia
- "Simpsoncalifragilisticexpiala(Annoyed Grunt)cious"

### The Criticavsnitt
Reiss skrev följande avsnitt tillsammans med Al Jean:
- "Pilot"
- "Dial 'M' For Mother"
- "Sherman, Woman and Child"
- "I Can't Believe It's A Clip Show!"